# Jaroslav Hřebík
Jaroslav Hřebík (ur. 16 grudnia 1948) – czechosłowacki piłkarz grający jako napastnik, następnie czeski trener piłkarski.

## Życiorys

### Piłkarz
W Lidze Czechosłowackiej grał w klubach Dukla Praga i Viktoria Pilzno, dla której strzelił 4 gole.

### Trener
Karierę trenerską rozpoczął w 1992 w SK Benešov. Następnie trenował praskie kluby Slavia i Sparta. Tę drugą zakwalifikował do Ligi Mistrzów. Następnie przez półtora roku nie pracował, zanim przyjął ofertę rosyjskiego Dinamo Moskwa. W grudniu 2004 roku niespodziewanie wrócił do Sparty Praga. 3 października 2005 Hřebík został odwołany za obopólną zgodą z kierownictwem klubu. Powodem były długoterminowe rozczarowujące wyniki zespołu.
Od 2008 do 2011 był trenerem czeskiej drużyny piłkarskiej dziewiętnastolatków.